# Manaquí diminut
La manaquí diminut (Tyranneutes virescens) és un ocell de la família dels píprids (Pipridae).

## Hàbitat i distribució
Habita els boscos de les terres baixes al sud-est de Veneçuela, Guyana, Surinam, Guaiana Francesa i Brasil.